# Амерички чемпрес
Амерички чемпрес, калифорнијски или монтрејски чемпрес (лат. Cupressus macrocarpa) — зимзелено четинарско дрво, пореклом из Калифорније (Америка).

## Опис
У природним условима достиже висину 20—25 м. Четине су перасте, меке, разгранате, имају мирис лимуна, и тамнозелене су боје, ма да узгојене баштенске врсте имају светлије четине (жуто зелене, златасте). Крошња младих стабала је стубаста, а временом се гране извијају, образујући штитасту крошњу. Шишарке су у облику квргаве кугле, пречника око 2 цм, а семе ситно, просечно 167.000 зрна/kg, смеђе боје, са два уска крила.

## Станиште
Амерички чемпрес најбоље успева на светлим, прозрачним местима, с умереним температурама и високом влажношћу. Узгојено је и неколико култивара, који су погодни за собни раст, као и за патуљасти узгој (бонсаи).